# Stilpnus subimpressus
Stilpnus subimpressus là một loài tò vò trong họ Ichneumonidae.